# Peter Kanin (film)
Peter Kanin er en amerikansk familiefilm instrueret af Brad Peyton fra 2018, efter manuskript af Rob Lieber og Gluck, baseret på historierne om Peter Kanin skrevet af Beatrix Potter.

## Medvirkende
- Domhnall Gleeson som Thomas Suhr / Hr. Lumsk
- Rose Byrne som Bea
- Sam Neill som Gamle McGregor
- Marianne Jean-Baptiste som Administrerende direktør
- Felix Williamson som Derek
- Sebastian Jessen som Peter Kanin - (dansk stemme)
- Joachim Fjelstrup som Thomas Suhr - (dansk stemme)
- Amalie Dollerup som Bea - (dansk stemme)
- Neel Rønholt som Flopsy - (dansk stemme)
- Laura Christensen som Mopsy - (dansk stemme)
- Julie R. Ølgaard som Silkehale - (dansk stemme)
- Nis Bank-Mikkelsen som Gamle McGregor - (dansk stemme)
- Andreas Jessen som Benjamin Kaninsen - (dansk stemme)
- Mads Knarreborg som Johnny Bymus - (dansk stemme)
- Søren Sætter-Lassen som Grisse Artig - (dansk stemme)
- Anne Marie Helger som Fru Stikke-Prikke - (dansk stemme)
- Simon Stenspil som Tommy Brok - (dansk stemme)
- Christian Damsgaard som Hr. Lumsk - (dansk stemme)
- Vibeke Dueholm som Julie Rapand - (dansk stemme)

## Eksterne Henvisninger
- Peter Kanin på Internet Movie Database (engelsk)
- Peter Kanin på Filmdatabasen
- Peter Kanin på Scope
- Peter Kanin i Svensk Filmdatabas (svensk)
- Peter Kanin på AlloCiné (fransk)
- Peter Kanin på MovieMeter (nederlandsk)
- Peter Kanin på AllMovie (engelsk)
- Peter Kanin hos Behind The Voice Actors (engelsk)
- Peter Kanin på Turner Classic Movies (engelsk)
- Peter Kanin på The Movie Database (engelsk)